# Пештера-ку-Оасе
45°01′ пн. ш. 21°50′ сх. д. / 45.017° пн. ш. 21.833° сх. д.

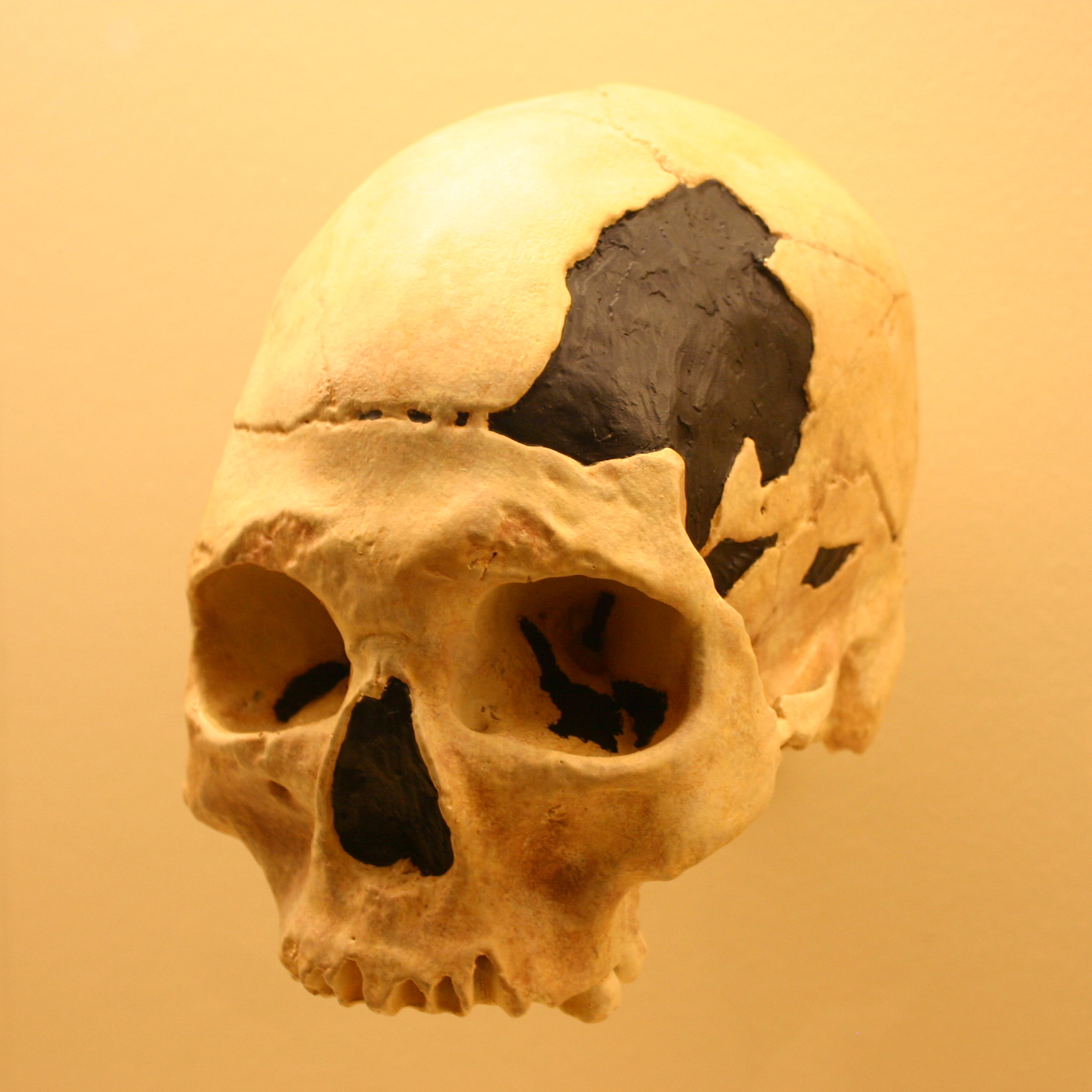
Череп Пештера-ку-Оасе 2

Пештера-ку-Оасе (рум. Peştera cu Oase, буквально «печера з кістками») — археологічна стоянка біля міста Аніна в Румунії. Знаходиться в Карпатських горах над Дунаєм. У печері Пештера-ку-Оасе виявлено найдавніші в Європі рештки кроманьйонця, датовані віком близько 35-40,5 тис. років тому.
Щелепа, виявлена в печері, досить масивна і деякими дослідниками помилково приписувалася неандертальцеві. Аналіз ДНК щелепи Oase 1, знайденої спелеологами в 2002 році, показав, що цей індивід чоловічої статі, що жив 40 тис. років тому, мав в числі своїх недавніх предків неандертальця (у попередніх 4-6 поколіннях). Oase 1 був володарем мітохондріальної гаплогрупи N. У Oase 1 спочатку була визначена Y- хромосомна гаплогрупа F, але в 2016 році група Позніка визначила нижчестоячу Y-хромосомну субкладу K2a*, споріднену гаплогрупі NO, як у усть-ішимської людини.
Підліток Пештера-ку-Оасе 2 дуже схожий на Дар-ес-Солтан II H5 з Марокко.

### Ресурси Інтернету
- Human fossils set European record, BBC News [Архівовано 19 вересня 2017 у Wayback Machine.]
- A jaw-some discovery: Earliest modern human fossils in Europe found in bear cave, Record, Washington University of St.Louis [Архівовано 5 січня 2010 у Wayback Machine.]